# Neoaiptasia
Neoaiptasia is een geslacht van zeeanemonen uit de familie van de Aiptasiidae. 

## Soorten
- Neoaiptasia commensali Parulekar, 1969
- Neoaiptasia morbilla Fautin & Goodwill, 2009